# مسجد الباشا (جدة)
مسجد الباشا أحد مساجد جدة التاريخية في المملكة العربية السعودية، يقع المسجد في حارة الشام، وقد بناه بكر باشا الذي ولي جدة عام 1735 وكان للمسجد مئذنة أعطت المدينة معلما أثريا معماريا، وقد بقيت على حالها حتى عام 1978 عندما هدم المسجد وأقيم مكانه مسجد جديد.

## البناء
يختزل بناء المسجد ثلاثة قرون مضت منذ تأسيس المسجد، والذي بناه هو والي جدة في القرن الثاني عشر الهجري في العهد العثماني الأول أبو بكر حسين باشا، وكان المسجد ضمن الأوقاف التي أسسها عام 1147 هـ، كما أن حسين باشا معروف في السالنامة بجاويش باشا بكر باشا، وفي مكة المكرمة بكير باشا .

## العمارة
كان ما يميز مسجد الباشا طيلت ثلاثة قرون هي مئذنته العالية، والتي أعطت المدينة معلما أثريا معماريا، وقد بقيت على حالها حتى 1978 عندما هدم المسجد وأقيم مكانه المسجد الجديد بنفس الاسم مسجد الباشا.

## وصلات خارجية
- صورة مسجد الباشا